# گریناک، استرالیای جنوبی
گریناک (به انگلیسی: Greenock) یک شهرک در استرالیا است که در استرالیای جنوبی واقع شده‌است.